# Terry Bouhraoua
Terry Bouhraoua (wym. [tɛ.ˌʁi.bu.ʁa.ˈwa], ur. 26 sierpnia 1987 w Bonneval) – francuski rugbysta algierskiego pochodzenia występujący na pozycji łącznika młyna. Reprezentant Francji w rugby 7, mistrz Europy, uczestnik Pucharu Świata 2013 i Letnich Igrzysk Olimpijskich 2016.

## Przebieg kariery
Po występach w lokalnych drużynach młodzieżowych, Bouhraoua w 2004 roku dołączył do zespołu Brive. Swoją karierę seniorską rozpoczął rok później w ekipie Stade Français. W pierwszych dwóch sezonach w Top 14 występował jedynie okazjonalnie, w sześciu spotkaniach zagrał przez niewiele ponad 100 minut. W 2007 roku był członkiem drużyny, która sięgnęła po mistrzostwo Francji. W kolejnym sezonie otrzymał nieco więcej okazji do zaprezentowania swoich umiejętności, jednak nigdy nie przebił się na stałe do wyjściowego składu paryskiej ekipy. W sezonie 2008/2009 odgrywał ważną rolę w drużynie Espoirs („Nadziei”) czyli zespole do lat 23. Kolejny rok spędził w lidze Fédérale 1 (trzeci poziom rozgrywek) w drużynie Béziers.
W międzyczasie występował także w młodzieżowych reprezentacjach Francji – z ekipą do lat 19 uczestniczył nawet w mistrzostwach świata w 2006 roku
W 2010 roku Bouhraoua otrzymał zaproszenie od Frédérica Pomarela, ówczesnego trenera kadry „siódemek” do drużyny narodowej. Terry podpisał wówczas profesjonalny kontrakt z francuską federacją, stając się pierwszym zawodnikiem odmiany siedmioosobowej, który otrzymał taką sposobność. Zadebiutował w turnieju w Dubaju w grudniu tego samego roku i wkrótce został centralną postacią reprezentacji budowanej z myślą o igrzyskach olimpijskich w Rio de Janeiro w 2016 roku. Oprócz regularnych występów w Sevens World Series, w 2013 roku uczestniczył w Pucharze Świata w Rugby 7, który rozgrywano na moskiewskich Łużnikach. Trójkolorowi odpadli w ćwierćfinale głównego konkursu i zajęli ex aequo piąte miejsce. W 2014 roku Francuzi wywalczyli tytuł mistrzów Europy, zwyciężając w trzech spośród czterech turniejów z serii Grand Prix organizowanych przez FIRA-AER. Francuzi obronili tytuł rok później, kiedy wygrali wszystkie trzy rundy, zaś Bouhraoua został najlepiej punktującym zawodnikiem zawodów.
W tym samym roku po zakończeniu kariery reprezentacyjnej przez Vincenta Deniau, Bouhraoua został mianowany nowym kapitanem reprezentacji. Funkcję tę pełnił również podczas turnieju olimpijskiego. Choć w Brazylii Francuzi zajęli dopiero siódmą lokatę, Bouhraoua indywidualnie był najlepszy pod względem liczby zdobytych punktów.
Wobec plotek łączących go z powrotem do odmiany piętnastoosobowej (mówiło się o zainteresowaniu Grenoble), zawodnik w połowie 2016 roku oświadczył, że nie wyklucza takiego posunięcia, jednak wcześniej niż po upływie kolejnego roku (ówczesny kontrakt z FFR obowiązywał do 2017 roku).

### Styl gry
Bouhraoua zasłynął jako gracz przebojowy, bazujący na swoim sprycie, zwinności i szybkości. Także z uwagi na jego niewielki wzrost, rywalom trudno jest powstrzymać Francuza, dzięki czemu znaczną część jego akcji kończy zdobyciem punktów.

## Osiągnięcia
Klubowe (rugby piętnastoosobowe)
- Top 14 (1): 2007[8]

Reprezentacyjne (rugby siedmioosobowe)
- Mistrzostwo Europy (2): 2014[15], 2015[16]

## Życie osobiste
Dwaj bracia Terry’ego – starszy Boris i młodszy Lou – także związali się z rugby. Na poziomie młodzieżowym reprezentowali Francję, zaś następnie trafili do dorosłej reprezentacji Algierii. Cała trójka uprawniona była do występów w barwach tego północnoafrykańskiego kraju, ponieważ ich dziadek Brahim wywodzi się z Suk al-Isnajn w prowincji Bidżaja.
W wywiadach prasowych Bouhraoua nierzadko opowiadał o swoim zamiłowaniu do szeroko pojętej sztuki: muzyki, kina, teatru. Zainteresowania te znalazły także przełożenie na wygląd Francuza – początkowo uwagę zwracał długimi dredami, później zaś pokaźną brodą i tatuażami pokrywającymi obie ręce.